# Britannia Centre Spandau

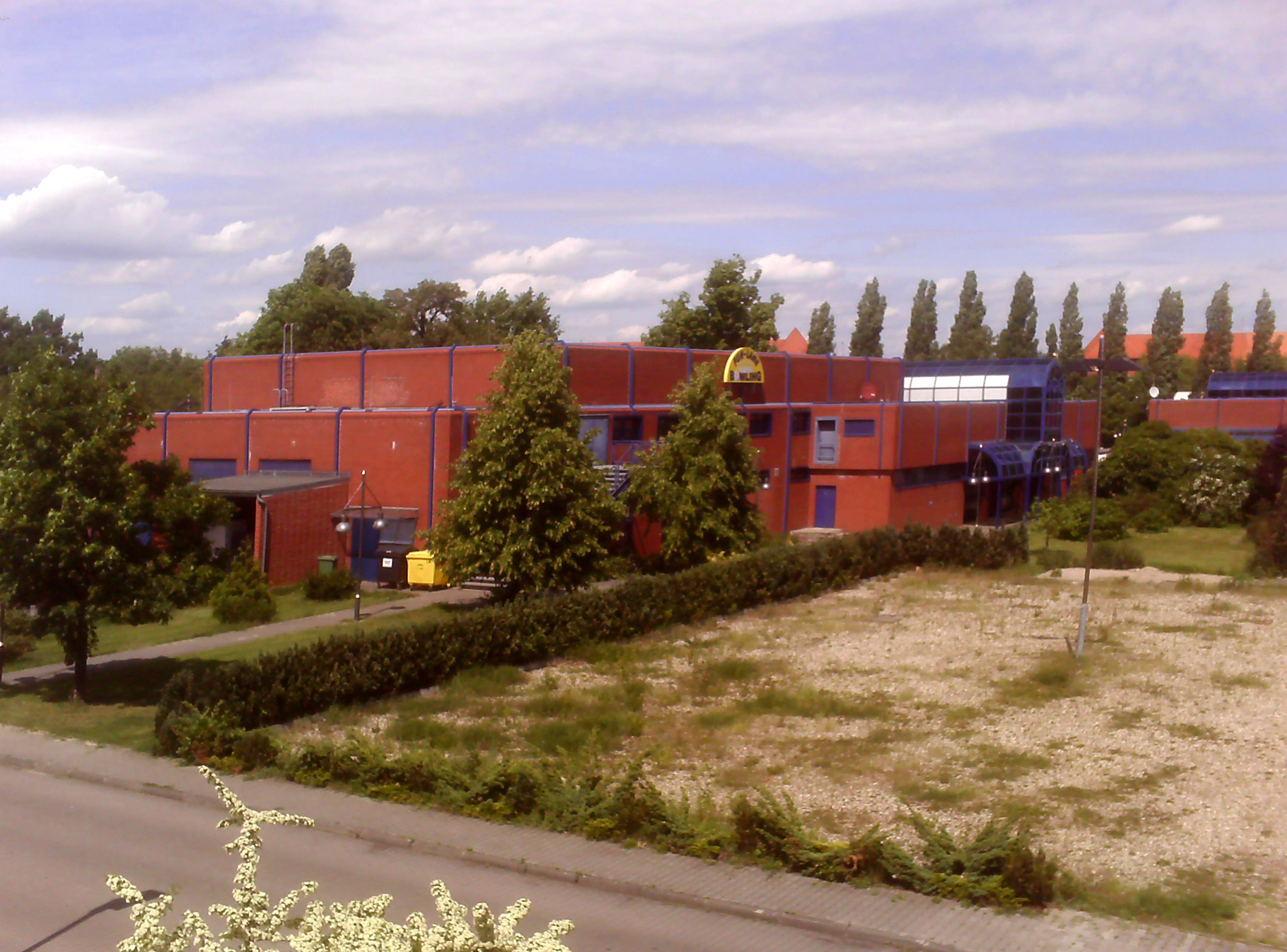
Бывший торговый центр Britannia Centre Spandau. Май 2009

Britannia Centre Spandau (Центр «Британия» в Шпандау, прежнее название англ. British Forces Families Centre, сокр. BFFC — «Семейный центр британских войск») — торгово-развлекательный центр британской пехотной бригады в Западном Берлине. Построен в 1988—1990 годах на месте снесённой после смерти Рудольфа Гесса тюрьмы Шпандау на улице Вильгельмштрассе. Решение о сносе тюрьмы Шпандау, начавшемся спустя пять недель после смерти её последнего узника, было принято четырёхсторонним союзническим соглашением в 1982 году. По первоначальному проекту комплекс Britannia Centre Spandau объединил новые здания торгового центра и кинотеатра на 230 мест, а также полностью реконструированные двух- и трёхэтажные здания прежней постройки. Комплекс был передан полностью в эксплуатацию в середине 1991 года.
После вывода британских войск из Берлина в середине 1994 года торговый центр лишился названия Britannia Centre Spandau и оставался безымянным. В него въехали различные немецкие предприятия розничной торговли, в том числе и Media Markt и ALDI, но к концу 2011 года в нём оставались лишь супермаркет Kaiser’s и несколько малых предприятий. После смены собственника и завершения срока действия имевшихся договоров аренды здание кинотеатра было снесено, а торговый центр подвергся значительной реконструкции. Старые здания в составе комплекса являются памятниками архитектуры и сносу не подлежат. В настоящее время в комплексе размещаются супермаркет Kaufland и медицинский центр.